# 今昔操年代記
今昔操年代（いまむかしあやつりねんだいき）は浄瑠璃の歴史書、2巻。西沢一風作、1727年（享保12年）刊。
著者・板元の正本屋九左衞門（西沢一風）は、若い時から井上播磨掾について浄瑠璃を習い、後に作者として豊竹座のために相当な新作を提供した人物。また板元として豊竹座の院本を多数上梓しており、竹本義太夫（初代）・豊竹若大夫（初代）等と同時代人であり、その一風の手になる本作は信頼性が高く、文献の少い浄瑠璃史において根本資料とされている。江戸において、挿図を抜くなど改変した海賊版が出ており、当時からその価値は認められていたようである。
挿図は計4枚あるがその内の1枚について、戦前の浄瑠璃研究家である石割松太郎は、以下のようにその価値を語る。
私は、「操年代記」の価値を、今日から見て、享保十二年の豊竹座の「北條時頼記」の画、これ一枚に存するとまで思つてゐる。それは藤井小三郎・近松八九郎の「雪の鉢の木」の舞台面であるが、この一枚の画のために、元禄から享保にかけての、操りの一形式がハツキリと判るといふ、操史上の実に貴重な文献書証である。この藤井小三郎の人形の遣ひ方は、辰松風と違ふところに意義があるので、辰松八郎兵衛の差込み手といふ遣ひ方からは、今日の三人遣ひは発達しないで、この小三郎等が、吉田文三郎の顰みに倣つたこの遣ひ方の形式から発達してゐるのである。

## テキスト
- 『新群書類従』第六 歌曲（挿図を省く）
- 霞亭文庫
- 音曲の司